# Nowhere (album)
Pour les articles homonymes, voir Nowhere.
Albums de Ride
Fall EP
(1990) Today Forever EP
(1991)
Nowhere est le premier album studio de Ride, paru en 1990 sur le label Creation Records. Il a été désigné par AllMusic comme le second meilleur album du mouvement shoegazing, derrière l'album Loveless de My Bloody Valentine.
Il a été publié aux États-Unis par le label Sire Records, avec l'ajout des trois derniers morceaux de l'EP Fall. Ces derniers apparaîtront également sur toutes les éditions suivantes de l'album.
En 2001, la réédition du disque sur le label Ignition Records y ajoute les quatre morceaux de l'EP Today Forever.

## Titres
Tous les titres ont été écrits par Ride.
1. Seagull - 6:09
2. Kaleidoscope - 3:01
3. In a Different Place - 5:29
4. Polar Bear - 4:45
5. Dreams Burn Down - 6:04
6. Decay - 3:35
7. Paralysed - 5:34
8. Vapour Trail - 4:18

Titres bonus des rééditions ultérieures
1. Taste - 3:17
2. Here And Now - 4:26
3. Nowhere - 5:23

## Crédits
- Mark Gardener — voix et guitare
- Andy Bell — voix et guitare
- Steve Queralt – basse
- Laurence Colbert – batterie

Personnel :
- Enregistré aux Blackwing Studios, à Londres, par Marc Waterman
- Mixé aux Swanyard Studios, à Londres, par Alan Moulder
- Remasterisé aux Abbey Road Studios, à Londres, par Rick Webb
- Photo du groupe par Joe Dilworth
- Pochette par Warren Bolster